# Edurne Uriarte
Edurne Uriarte Bengoetxea (Frúniz, Vizcaya, 27 de octubre de 1960) es una catedrática de ciencia política, periodista y política española.

## Biografía
Nació en Frúniz, un pequeño pueblo de Vizcaya, en 1960. Realizó sus estudios primarios y secundarios en la escuela pública de Frúniz, en el colegio de la Compasión de Munguía y en el instituto público de Munguía, al igual que sus estudios musicales de solfeo y piano. Desde muy joven se identificó plenamente con el movimiento antifranquista y apoyó las protestas y la movilización de la izquierda y del nacionalismo contra el franquismo. En 1977 inició sus estudios de Periodismo en la Universidad del País Vasco que compaginó desde 1981 con los estudios de sociología y ciencia política en la Universidad Complutense de Madrid. 
En 1987 comenzó a impartir clases en la Universidad del País Vasco y prosiguió su doctorado. Se doctoró en Sociología y Ciencias Políticas en 1992 en la Universidad Complutense de Madrid con una tesis sobre los intelectuales vascos. Y en 1995 ganó el concurso de profesora titular de la Universidad del País Vasco.
En los años 1990 se afilió al Partido Socialista de Euskadi (PSE-PSOE), llegando a formar parte de su ejecutiva, si bien nunca ocupó cargo político alguno.
Las vivencias del posfranquismo y, sobre todo, el terrorismo de ETA que perduró en el País Vasco tras la opresión franquista influyeron en su evolución ideológica, que se plasmó en primer lugar en la participación en la movilización antiterrorista. En 1998 formó parte de los fundadores del Foro Ermua y, desde entonces, también participó activamente en las movilizaciones de ¡Basta Ya! En esos años fue informada de que formaba parte de los objetivos de ETA por lo que le fue asignada protección policial. 
En diciembre de 2000 fue víctima de un atentado terrorista fallido de ETA con una bomba colocada en un ascensor en el campus de Lejona de la Universidad del País Vasco donde era profesora de ciencias políticas. Un fallo en el detonador de la bomba salvó su vida y la de la escolta que la acompañaba.
Su experiencia en la lucha antiterrorista de esos años y su desilusión con las respuestas del PSOE a ETA y al nacionalismo vasco influyeron en su abandono de la militancia del PSOE y su evolución a la derecha, convirtiéndose poco más tarde en presidenta de la Fundación para la Libertad, presentada en abril de 2002.
En 2001 fue elegida Eisenhower Fellow por España y, tras su vuelta de Estados Unidos, ganó una cátedra de Ciencia Política en la Universidad del País Vasco. El perdedor del concurso, Francisco Letamendia antiguo dirigente de Herri Batasuna, no aceptó el resultado y promovió una movilización nacionalista contra Edurne Uriarte en la Universidad del País Vasco. Posteriormente también obtuvo la cátedra de Ciencia Política en la Facultad de Ciencias Jurídicas y Sociales de la Universidad Rey Juan Carlos  de Madrid.
Edurne Uriarte estuvo casada entre 1984 y 2002 y tiene un hijo. Mantuvo una relación de pareja con José Ignacio Wert entre 2006 y 2012.
En marzo de 2019 Pablo Casado le propuso integrarse en la candidatura del Partido Popular por Madrid al Congreso de los Diputados en las elecciones generales de abril de 2019. El 28 de abril fue elegida diputada y ocupó por primera vez un cargo político. En julio de 2019 se afilió al Partido Popular y el 30 de ese mes fue nombrada secretaria de Estudios y Programas del PP. El 10 de noviembre revalidó su cargo de diputada del PP en el Congreso por Madrid.
Fue incluida en las listas del Congreso para las elecciones generales de 2023, pero no logró el acta de diputada. Finalmente, volvió al Congreso en 2024 tras la renuncia de Marta Rivera de la Cruz.

## Premios y reconocimientos
- 2001. Eisenhower fellow de España.
- 2004. Medalla al Mérito Constitucional.
- 2010. Premio de Periodismo Carmen Goes por los artículos publicados en Mujer Hoy.

## Ensayismo y actividad periodística
Edurne Uriarte ha unido el ensayismo y la actividad periodística a su trabajo como profesora de universidad. Comenzó su actividad periodística con colaboraciones en las páginas de opinión de El Correo a finales de los años ochenta. Más adelante comenzó a escribir en el  diario ABC en el que ha sido columnista durante 17 años y en el que sigue colaborando esporádicamente en la actualidad. Ha sido columnista de la revista Mujer Hoy durante más de una década y lo fue igualmente del diario Expansión. También ha sido tertuliana habitual en radio (Onda Cero, Punto Radio y COPE) y televisión (ETB, Televisión Española, Intereconomía, Canal 24 Horas y 13 TV).
Su último libro es Feminista y de derechas (Almuzara, 2019) y fue presentado por Pablo Casado en marzo de 2019. Su anterior libro Diez razones para ser de derechas (Almuzara, 2017) también fue presentado por Pablo Casado, junto a Bieito Rubido, director de ABC, en febrero de 2018.
- Un futuro para Euskadi. Alternativas políticas a los problemas vascos, UPV/EHU, 1994; junto a F. J. Llera.
- Los intelectuales vascos, UPV/EHU, 1995.
- Mujeres en política: Análisis y práctica, Ariel, 1997; junto con Arantxa Elizondo.
- Democracia, nacionalismo y terrorismo,  FAES, 2001.
- Introducción a la ciencia política, Tecnos, 2002.
- Cobardes y rebeldes, Temas de Hoy, 2003.
- Los intelectuales y la política, 2003.
- España, patriotismo y nación, Espasa, 2003.
- Terrorismo y democracia tras el 11-M, Espasa, 2004.
- Contra el feminismo, Espasa, 2008.
- Treinta años de elecciones en España, 2010.
- Desmontando el progresismo, Editorial Gota a Gota, 2012.
- Diez razones para ser de derechas, Almuzara, 2017.
- Feminista y de derechas, Almuzara, 2019.